# Culicoides fossicola
Culicoides fossicola är en tvåvingeart som beskrevs av Jean-Jacques Kieffer 1922. Culicoides fossicola ingår i släktet Culicoides och familjen svidknott.
Artens utbredningsområde är Tyskland. Inga underarter finns listade i Catalogue of Life.